# Fußball-Asienmeisterschaft der Frauen 1975
Die erste Fußball-Asienmeisterschaft der Frauen wurde in der Zeit vom 25. August bis 3. September 1975 in Hongkong ausgetragen. Es war die erste kontinentale Meisterschaft im Frauenfußball. Mit Australien und Neuseeland nahmen auch zwei Mannschaften teil, die zu der Zeit nicht Mitglied der AFC waren. Sieger wurde Neuseeland durch einen 3:1-Sieg über Thailand. 

## Modus
Es gab keine Qualifikationsspiele, alle sechs gemeldeten Mannschaften nahmen direkt am Turnier teil. Die sechs Mannschaften wurden auf zwei Dreiergruppen aufgeteilt. Innerhalb der Vorrundengruppen spielte jede Mannschaft einmal gegen jede andere. Die Gruppensieger und die Gruppenzweiten erreichten das Halbfinale. Die Halbfinalsieger erreichten das Finale, die Halbfinalverlierer spielten um den dritten Platz.

## Vorrunde

### Gruppe A
| Pl. | Land       | Sp. | S | U | N | Tore    | Diff. | Punkte |
| --- | ---------- | --- | - | - | - | ------- | ----- | ------ |
| 1.  | Thailand   | 2   | 2 | 0 | 0 | 006:200 | +4    | 04:0   |
| 2.  | Australien | 2   | 1 | 0 | 1 | 005:300 | +2    | 02:20  |
| 3.  | Singapur   | 2   | 0 | 0 | 2 | 000:600 | −6    | 0:40   |

|            |   |            |     |
| Thailand   | – | Australien | 3:2 |
| Thailand   | – | Singapur   | 3:0 |
| Australien | – | Singapur   | 3:0 |

### Gruppe B
| Pl. | Land       | Sp. | S | U | N | Tore    | Diff. | Punkte |
| --- | ---------- | --- | - | - | - | ------- | ----- | ------ |
| 1.  | Neuseeland | 2   | 2 | 0 | 0 | 005:000 | +5    | 04:0   |
| 1.  | Malaysia   | 2   | 1 | 0 | 1 | 002:300 | −1    | 02:20  |
| 3.  | Hongkong   | 2   | 0 | 0 | 2 | 000:400 | −4    | 0:40   |

|            |   |            |     |
| Hongkong   | – | Neuseeland | 0:2 |
| Neuseeland | – | Malaysia   | 3:0 |
| Hongkong   | – | Malaysia   | 0:2 |

## Finalrunde

### Halbfinale
|            |   |            |     |
| Neuseeland | – | Australien | 3:2 |
| Thailand   | – | Malaysia   | 3:0 |

### Spiel um Platz 3
|            |   |          |     |
| Australien | – | Malaysia | 5:0 |

### Finale
|            |   |          |     |
| Neuseeland | – | Thailand | 3:1 |